# Cedusa tuvaga
Cedusa tuvaga är en insektsart som beskrevs av Kramer 1986. Cedusa tuvaga ingår i släktet Cedusa och familjen Derbidae. Inga underarter finns listade i Catalogue of Life.